# La riña en la Venta Nueva
La Dispute à la Venta nueva
La riña en la Venta Nueva (« La Rixe à la Venta nueva ») est une peinture réalisée par Francisco de Goya en 1777 et faisant partie de la deuxième série des cartons pour tapisserie destinée à la salle à manger du Prince des Asturies au Palais du Pardo.

## Contexte de l'œuvre
Tous les tableaux de la deuxième série sont destinés à la salle à manger du Prince des Asturies, c'est-à-dire de celui qui allait devenir Charles IV et de son épouse Marie Louise de Parme, au palais du Pardo. Le tableau fut livré à la Fabrique royale de tapisserie le 3 mars 1777.
Il fut considéré perdu jusqu'en 1869, lorsque la toile fut découverte dans le sous-sol du Palais royal de Madrid par Gregorio Cruzada Villaamil, et fut remise au musée du Prado en 1870 par les ordonnances du 19 janvier et du 9 février 1870, où elle est exposée dans la salle 85. La toile est citée pour la première fois dans le catalogue du musée du Prado en 1876.
La série était composée de La Merienda a orillas del Manzanares, Baile a orillas del Manzanares, La Riña en la Venta Nueva, La Riña en el Mesón del Gallo, El paseo de Andalucía, El Bebedor, El Quitasol, La cometa, Jugadores de naipes, Niños inflando una vejiga, Muchachos cogiendo frutas et El Atraco.

## Analyse

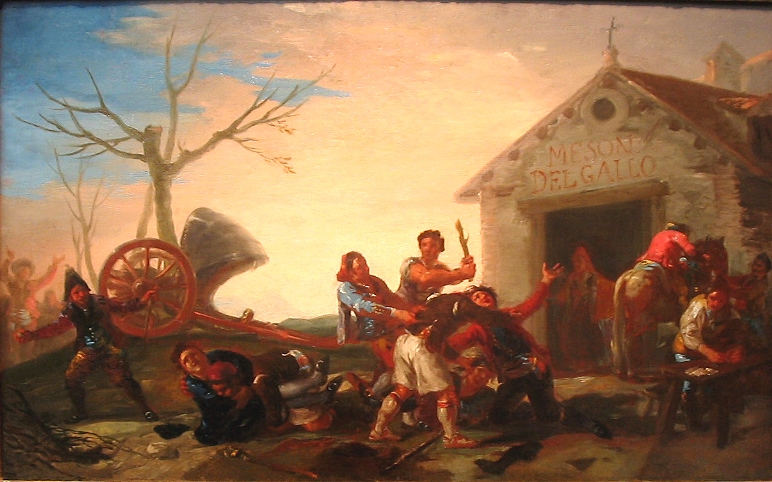
La Riña en el Mesón del Gallo, ébauche de La Dispute à la Venta nueva.

Aux alentours de Madrid, se trouve un lieu-dit « Las Ventas » qui s’appelait alors « Ventas del Espíritu Santo » où s’arrêtaient les marchands, comme ceux que Goya peint ici. Ils se livrent à une bagarre qui semble être liée à un jeu de cartes. Dans le fond, apparaît la Sierra Guadarrama, bien que les proportions ne soient pas respectées.
La dispute occupe le premier plan alors que la table à jouer est en second plan. D’après Goya, les hommes qui se battent sont représentatifs des différentes provinces, celui qui donne des coups de poing serait de Murcie, pendant qu’un autre mord son adversaire. Au fond arrive un policier armé.
La scène est remplie d’animaux, ce qui a fait penser à certains à une leçon morale ; les coloris sont vifs et les coups de pinceaux rapides. C’est un témoignage de la vie campagnarde de l’Espagne du XVIIIe siècle.
Elle a peut-être été influencée par les peintures flamandes et hollandaises, ainsi que par le classicisme Italien ; on note certains détails de statuaires romains. Cependant, Goya situa ses personnages dans des poses peu académiques et vêtus de majos. Il semble qu’il ait cherché à trouver un style propre tout en suivant les diktats de Mengs.
L’esquisse, La riña en el Mesón del Gallo fut acquise par le musée du Prado en 2002. Il y a peu de différences entre les deux compositions.